# Pere I del Congo
Pere I, també anomenat Nkanga a Mvemba va ser el rei (o manikongo) del regne del Congo des de 1543 fins a ser deposat en 1545.

## Antecedents i regnat
Pere I era el fill del rei Afonso I i es va convertir en el seu successor immediat en 1543. Formava part d'un llinatge tradicional o kanda, una facció de la cort, conegut com a Kibala (en portuguès, Quibala) que tenia les seves arrels en la Kilukeni kanda (Casa de Kilukeni). Va governar breument abans de ser enderrocat pel seu nebot, el net d'Alfonso I, i el monarca que li succeiria, Diogo I. El registre dels esdeveniments abans i després del seu destronament es conserva gràcies a la recerca duta a terme després de l'intent fallit de Pere de recuperar el poder.

## Asil i conspiració
Després de ser enderrocat, Pere va escapar aconseguint asil en una de les esglésies creades per missioners portuguesos a Mbanza Kongo. El rei Diogo I es va mostrar poc inclinat a intentar capturar-lo, la qual cosa va permetre a Pere desenvolupar un pla contra el recentment instaurat rei des de l'interior de l'església. Els detalls del seu pla són ben coneguts a causa que Diogo I va engegar una recerca sobre ells en 1550. Una còpia de la recerca duta a terme s'ha conservat en els arxius portuguesos i va ser publicada en 1877 per Paiva Manos. La recerca va mostrar que Pere tenia molts amics al regne, no obstant això molts dels alts funcionaris es van mostrar renuents a oferir qualsevol ajuda, pel temor al fet que Diogo I actués contra ells. El seu aliat més important, Rodrigo de Santa María, que era el seu cosí, va fugir a l'illa de São Tomé, on es creu que tenia propietats, tractant-hi d'obtenir ajuda de Portugal i fins i tot de la Santa Seu. La intercepció d'una carta que Pere va enviar al seu cosí perquè sol·licités assistència a aquests països va ser el que va portar Diogo I a iniciar la recerca judicial, de la qual va enviar una còpia a Portugal, sol·licitant que el fugit Rodrigo de Santa María fos extradit.